# William Herring (Politiker)
William Herring (* 31. Januar 1833 in New Brunswick, New Jersey; † 10. Juli 1912 in Tucson, Arizona) war ein US-amerikanischer Lehrer, Schulleiter, Jurist, Bergbaubetreiber und Politiker. Er wog etwa 250 Pfund und war etwa 6 Fuß groß.

## Werdegang
William Herring wurde in New Brunswick (New Jersey) geboren. Die Familie zog dann aber früh in seiner Jugend nach New York City, wo er die öffentlichen Schulen und die City Normal School for Teachers besuchte. Mit 16 Jahren begann er an den öffentlichen Schulen in New York City zu unterrichten. Er stieg schnell in seinem Berufsstand auf. In diesem Zusammenhang ist die Leitung von Abendschulen in New York City zu nennen. Mit 23 Jahren wurde er durch den Bildungsausschuss zum Prinzipal der größten Abendschule in New York City ernannt. Über 1.000 Schüler besuchten diese Schule und Herring hatte einen Corps von 18 Assistenzlehrern. Unter seiner Leitung wurde das Technische Zeichnen an den Abendschulen in New York City eingeführt. Zu den Absolventen einer seiner Abendschulen zählte Adam S. Cameron, der bekannte Erfinder der Cameron-Dampfpumpe.
In der Folgezeit wandte sich Herring der Rechtswissenschaft zu. Er studierte autodidaktisch Jura, besuchte aber auch die Columbia Law School, wo er seinen Bachelor of Laws machte. Daraufhin legte er erfolgreich seine Anwaltsprüfung ab und wurde als Anwalt in New York zugelassen. In der Folgezeit betrieb er seine Anwaltspraxis mit großer Leidenschaft, so dass er einen großen Zulauf an Klienten bekam.
Herring wurde 1873 dazu bewogen seine Nominierung für einen Sitz in der New York State Assembly zu akzeptieren. Obwohl er ein Republikaner war, trat er für den durchweg demokratischen ersten Wahlbezirk vom Westchester County an. Letztendlich siegte er mit nur 654 Stimmen Mehrheit. Während seiner einjährigen Amtszeit in der New York State Legislature trug er entscheidend für die Verabschiedung des „act to annex the lower portion of Westchester County to New York City“ bei, was den ersten Schritt zum „Greater New York“ darstellte. Außerdem war er für die Verabschiedung der Gesetzesvorlage verantwortlich, welche den 30. Mai als „Decoration Day“ festlegte. New York war der erste Staat, welcher dieses machte. Die Gesetzesvorlage stieß auf heftigen Widerstand, aber Herring war unermüdlich in seinem Engagement. Wegen seiner Rede am Ende der Debatte bekam er sogar den Spitznamen „the orator of the house.“
Nach dem Anschluss des unteren Teils vom Westchester County an New York City wurde Herring zum stellvertretenden Bezirksstaatsanwalt von New York City ernannt – ein Posten, welchen er sechs Jahre lang innehatte. Während dieser Zeit wurde er in den Bildungsausschuss berufen und zum Trustee vom State Asylum for the Insane in Middletown ernannt.
Herring zog im Frühjahr 1880 in das Arizona-Territorium. Seine Absicht war es die Neptune Mine zu erschließen, welche sich südöstlich von der kleinen Copper Queen Mine in den Mule Mountains befand. Vorort war er als Colonel Herring bekannt. In diesen Jahren wurde jeder Mann mit dem Ehrentitel „Colonel“ angesprochen, welcher es zu Wohlstand und Besitz gebracht hatte. Es hatte nichts mit einem militärischen Dienstgrad zu tun. Das Bergbaulager in den Mule Mountains hatte noch keinen Namen. Erst 1880 gaben ihm seine Bewohner den offiziellen Namen Bisbee (Cochise County) nach dem Anwalt DeWitt Bisbee aus San Francisco (Kalifornien), einem Mitarbeiter des Unternehmens, welches die Finanzierung der Copper Queen Mine sicherstellte. Das Erzvorkommen in der Neptune Mine war reichhaltig, aber die Copper Queen Mine kontrollierte die einzige Wasserquelle in den Mule Mountains mit einem ausreichenden Volumen zwecks Kupferraffination. Als Folge davon ließ Herring eine 15 Meilen lange Landstraße westwärts zum San Pedro River errichten. Außerdem erwarb er 600 Acres Land vom San Rafael Land Grant. Herring ließ am Ostufer des Flusses eine Schmelzhütte erbauen, wohingegen er am Westufer eine Town für die Hüttenarbeiter anlegte. Er nannte sie Hereford nach seinem Freund Benjamin J. Hereford, einem Anwalt aus Tucson, der später eine Amtszeit im Oberhaus der Arizona Territorial Legislature saß. In der Folgezeit ließ Herring eine Leitstelle für die Neptune Mine und ein kunstvoll eingerichtetes Haus für seine Familie erbauten, genannt The Castle, in der Nähe des Bergbaulagers von Bisbee in den Mule Mountains. Nach sieben Monaten berichtete sein Bergbauinspektor, dass das Kupfererz nicht in die Formation hinunterging, wie es bei Bisbee der Fall war. Dabei handelte es sich um August Raht, der extra aus Freiberg wegen seiner Fähigkeiten und Kenntnisse für Bergbau durch die Direktoren des Unternehmens hergeholt wurde. Die Mine wurde geschlossen und der gesamte Neptune-Besitz in den Mule Mountains bei einer Sheriff-Auktion im Jahr 1882 veräußert. Die Schmelzhütte am San Pedro River brannte in der Folgezeit ab und die Town Hereford wurde aufgegeben. Die letzten Bewohner verließen die Town zwischen 1882 und 1892, als William Greene eine Rinderfarm dort errichtete. Greene wurde später Multimillionär und erlangte Bekanntheit im Südwesten und jenseits davon.
Nachdem das Bergbauvorhaben gescheitert war, beschloss er als Anwalt in Tombstone (Cochise County) zu praktizieren. In diesem Zusammenhang erwarb er dort eine lukrative Anwaltspraxis. Später verlegte er seinen Wohnsitz nach Tucson.
Herring wurde 1891 zum Attorney General vom Arizona-Territorium ernannt – ein Posten, welchen er bis 1893 innehatte.

## Familie
William Herring heiratete um 1857 Mary Emeline Inslee (1834–1903). Aus der Ehe gingen mindestens vier Kinder hervor: Sarah Herring Sorin (1861–1914), Howard Ford Herring (1864–1891), Bertha Herring (1868–1925) und Henrietta Herring (1870–1963). Seine Tochter Sarah studierte Jura bei ihm in seiner Anwaltspraxis und erhielt sowohl eine Zulassung an den Bezirksgerichten als auch an dem Supreme Court of the Territory. In der Folgezeit besuchte sie auch die New York University School of Law, wo sie einen Abschluss machte. Sie war die erste Frau aus Arizona, welche Fälle vor dem Obersten Gerichtshof der Vereinigten Staaten verhandelte.